# Аруначал Прадеш
Аруначал Прадеш (на хинди: अरुणाचल प्रदेश; на английски: Arunachal Pradesh) е регион в Североизточна Индия, имащ статут на щат. Столица и най-голям град в щата е Итанагар. Населението на Аруначал Прадеш наброява 1,091 млн. души (26-о място в Индия 2001 г.). Регионът е спорна територия между Индия и Китай. Влизането на чужденци в този регион е строго регламентирано. Площ 83 743 км² (14-о място).

## Религии
В Аруначал Прадеш преобладаваща религия е тибетски будизъм.